# Open de Nice Côte d'Azur 2012 - Qualificazioni singolare
Le qualificazioni del singolare  dell'Open de Nice Côte d'Azur 2012 sono state un torneo di tennis preliminare per accedere alla fase finale della manifestazione. I vincitori dell'ultimo turno sono entrati di diritto nel tabellone principale. In caso di ritiro di uno o più giocatori aventi diritto a questi sono subentrati i lucky loser, ossia i giocatori che hanno perso nell'ultimo turno ma che avevano una classifica più alta rispetto agli altri partecipanti che avevano comunque perso nel turno finale.

## Teste di serie
1. Thomaz Bellucci (Qualificato)
2. Flavio Cipolla (primo turno)
3. Malek Jaziri (primo turno)
4. Sam Querrey (Qualificato)

1. Cedrik-Marcel Stebe (ultimo turno)
2. Grigor Dimitrov (Qualificato)
3. Vasek Pospisil (primo turno)
4. Victor Hănescu (primo turno)

## Qualificati
1. Thomaz Bellucci
2. Grigor Dimitrov

1. Brian Baker
2. Sam Querrey

## Tabellone

### Legenda
| - Q = Qualificato - WC = Wild card - LL = Lucky loser | - ALT = Alternate - SE = Special Exempt - PR = Protected Ranking | - w/o = Walkover - r = Ritirato - d = Squalificato |

### Sezione 1
|  | Primo turno             | Primo turno             | Primo turno             | Primo turno | Primo turno |  |  | Secondo turno | Secondo turno           | Secondo turno   | Secondo turno           | Secondo turno           |   |   | Ultimo turno | Ultimo turno    | Ultimo turno    | Ultimo turno | Ultimo turno |  |
|  |                         |                         |                         |             |             |  |  |               |                         |                 |                         |                         |   |   |              |                 |                 |              |              |  |
|  | 1                       | Thomaz Bellucci         | Thomaz Bellucci         | 7           | 6           |  |  |               |                         |                 |                         |                         |   |   |              |                 |                 |              |              |  |
|  |                         | Miša Zverev             | Miša Zverev             | 63          | 4           |  |  | 1             | Thomaz Bellucci         | Thomaz Bellucci | 7                       | 7                       |   |   |              |                 |                 |              |              |  |
|  | Kamil Čapkovič          | Kamil Čapkovič          | Kamil Čapkovič          | 4           | 2           |  |  |               | Andrej Kuznecov         | Andrej Kuznecov | 5                       | 5                       |   |   |              |                 |                 |              |              |  |
|  | Andrej Kuznecov         | Andrej Kuznecov         | Andrej Kuznecov         | 6           | 6           |  |  |               |                         |                 |                         |                         |   |   | 1            | Thomaz Bellucci | Thomaz Bellucci | 6            | 6            |  |
|  | Rajeev Ram              | Rajeev Ram              | Rajeev Ram              | 3           | 3           |  |  |               |                         |                 | Gerard Granollers Pujol | Gerard Granollers Pujol | 2 | 1 |              |                 |                 |              |              |  |
|  | Gerard Granollers Pujol | Gerard Granollers Pujol | Gerard Granollers Pujol | 6           | 6           |  |  |               | Gerard Granollers Pujol | 4               | 6                       | 6                       |   |   |              |                 |                 |              |              |  |
|  | WC                      | Jonathan Eysseric       | 69                      | 6           | 6           |  |  | WC            | Jonathan Eysseric       | 6               | 4                       | 2                       |   |   |              |                 |                 |              |              |  |
|  | 7                       | Vasek Pospisil          | 7                       | 2           | 3           |  |  |               |                         |                 |                         |                         |   |   |              |                 |                 |              |              |  |

### Sezione 2
|  | Primo turno     | Primo turno         | Primo turno         | Primo turno | Primo turno |  |  | Secondo turno     | Secondo turno     | Secondo turno     | Secondo turno   | Secondo turno |   |   | Ultimo turno | Ultimo turno | Ultimo turno | Ultimo turno | Ultimo turno |  |
|  |                 |                     |                     |             |             |  |  |                   |                   |                   |                 |               |   |   |              |              |              |              |              |  |
|  | 2               | Flavio Cipolla      | 67                  | 6           | 4           |  |  |                   |                   |                   |                 |               |   |   |              |              |              |              |              |  |
|  |                 | Kenny de Schepper   | 7                   | 2           | 6           |  |  | Kenny de Schepper | Kenny de Schepper | Kenny de Schepper | 3               | 3             |   |   |              |              |              |              |              |  |
|  | WC              | Benjamin Balleret   | Benjamin Balleret   | 1           | 1           |  |  | Éric Prodon       | Éric Prodon       | Éric Prodon       | 6               | 6             |   |   |              |              |              |              |              |  |
|  |                 | Éric Prodon         | Éric Prodon         | 6           | 6           |  |  |                   |                   |                   |                 |               |   |   |              | Éric Prodon  | 6            | 1            | 4            |  |
|  | Evgenij Korolëv | Evgenij Korolëv     | Evgenij Korolëv     | 4           | 1           |  |  |                   |                   | 6                 | Grigor Dimitrov | 4             | 6 | 6 |              |              |              |              |              |  |
|  | João Souza      | João Souza          | João Souza          | 6           | 6           |  |  |                   | João Souza        | João Souza        | 3               | 63            |   |   |              |              |              |              |              |  |
|  | WC              | Alexandre Sidorenko | Alexandre Sidorenko | 5           | 5           |  |  | 6                 | Grigor Dimitrov   | Grigor Dimitrov   | 6               | 7             |   |   |              |              |              |              |              |  |
|  | 6               | Grigor Dimitrov     | Grigor Dimitrov     | 7           | 7           |  |  |                   |                   |                   |                 |               |   |   |              |              |              |              |              |  |

### Sezione 3
|  | Primo turno        | Primo turno        | Primo turno    | Primo turno | Primo turno |  |  | Secondo turno      | Secondo turno      | Secondo turno      | Secondo turno      | Secondo turno      |   |   | Ultimo turno | Ultimo turno | Ultimo turno | Ultimo turno | Ultimo turno |  |
|  |                    |                    |                |             |             |  |  |                    |                    |                    |                    |                    |   |   |              |              |              |              |              |  |
|  | 3                  | Malek Jaziri       | Malek Jaziri   | 68          | 5           |  |  |                    |                    |                    |                    |                    |   |   |              |              |              |              |              |  |
|  |                    | David Guez         | David Guez     | 7           | 7           |  |  | David Guez         | David Guez         | David Guez         | 3                  | 2                  |   |   |              |              |              |              |              |  |
|  | Brian Baker        | Brian Baker        | Brian Baker    | 6           | 6           |  |  | Brian Baker        | Brian Baker        | Brian Baker        | 6                  | 6                  |   |   |              |              |              |              |              |  |
|  | Ilija Bozoljac     | Ilija Bozoljac     | Ilija Bozoljac | 1           | 1           |  |  |                    |                    |                    |                    |                    |   |   | Brian Baker  | Brian Baker  | Brian Baker  | 6            | 6            |  |
|  | Adrian Mannarino   | Adrian Mannarino   | 6              | 3           | 5           |  |  |                    |                    | Alejandro González | Alejandro González | Alejandro González | 3 | 3 |              |              |              |              |              |  |
|  | Alejandro González | Alejandro González | 2              | 6           | 7           |  |  | Alejandro González | Alejandro González | 3                  | 6                  | 6                  |   |   |              |              |              |              |              |  |
|  |                    | Pavol Červenák     | Pavol Červenák | 6           | 7           |  |  | Pavol Červenák     | Pavol Červenák     | 6                  | 4                  | 3                  |   |   |              |              |              |              |              |  |
|  | 8                  | Victor Hănescu     | Victor Hănescu | 2           | 64          |  |  |                    |                    |                    |                    |                    |   |   |              |              |              |              |              |  |

### Sezione 4
|  | Primo turno          | Primo turno          | Primo turno          | Primo turno | Primo turno |  |  | Secondo turno | Secondo turno        | Secondo turno | Secondo turno       | Secondo turno       |   |   | Ultimo turno | Ultimo turno | Ultimo turno | Ultimo turno | Ultimo turno |  |
|  |                      |                      |                      |             |             |  |  |               |                      |               |                     |                     |   |   |              |              |              |              |              |  |
|  | 4                    | Sam Querrey          | Sam Querrey          | 6           | 6           |  |  |               |                      |               |                     |                     |   |   |              |              |              |              |              |  |
|  |                      | Carsten Ball         | Carsten Ball         | 2           | 4           |  |  | 4             | Sam Querrey          | Sam Querrey   | 6                   | 6                   |   |   |              |              |              |              |              |  |
|  | WC                   | Alexandre Pierson    | Alexandre Pierson    | 4           | 6(0)        |  |  |               | Igor Sijsling        | Igor Sijsling | 4                   | 3                   |   |   |              |              |              |              |              |  |
|  |                      | Igor Sijsling        | Igor Sijsling        | 6           | 7           |  |  |               |                      |               |                     |                     |   |   | 4            | Sam Querrey  | Sam Querrey  | 6            | 6            |  |
|  | Juan Sebastián Cabal | Juan Sebastián Cabal | Juan Sebastián Cabal | 3           | 0           |  |  |               |                      | 5             | Cedrik-Marcel Stebe | Cedrik-Marcel Stebe | 4 | 2 |              |              |              |              |              |  |
|  | Daniel Gimeno Traver | Daniel Gimeno Traver | Daniel Gimeno Traver | 6           | 6           |  |  |               | Daniel Gimeno Traver | 6             | 3                   | 4                   |   |   |              |              |              |              |              |  |
|  |                      | Benjamin Becker      | Benjamin Becker      | 3           | 5           |  |  | 5             | Cedrik-Marcel Stebe  | 4             | 6                   | 6                   |   |   |              |              |              |              |              |  |
|  | 5                    | Cedrik-Marcel Stebe  | Cedrik-Marcel Stebe  | 6           | 7           |  |  |               |                      |               |                     |                     |   |   |              |              |              |              |              |  |